# Ejido Hipólito Rentería
Ejido Hipólito Rentería är en ort i Mexiko.   Den ligger i kommunen Mexicali och delstaten Baja California, i den nordvästra delen av landet, 2 200 km nordväst om huvudstaden Mexico City. Ejido Hipólito Rentería ligger 15 meter över havet och antalet invånare är 491.
Terrängen runt Ejido Hipólito Rentería är varierad. Runt Ejido Hipólito Rentería är det ganska tätbefolkat, med 58 invånare per kvadratkilometer. Närmaste större samhälle är Puebla, 15,2 km norr om Ejido Hipólito Rentería. Trakten runt Ejido Hipólito Rentería är ofruktbar med lite eller ingen växtlighet.